# チャールズ・コーワン
チャールズ・コーワン（Charles Cowan FRSE、1801年6月7日 -  1889年）は、スコットランドの政治家、製紙業者。

## 生涯
エジンバラのシャーロット・ストリートに、製紙業者で慈善家であったアレクサンダー・コーワンとファイフのクレイルの商人ジョージ・ホールの娘エリザベス・ホールとの間に長男として生まれた。チャールズを含めて11人の兄弟と共にスコットランド政治経済・芸術文化の分野で大きな活躍をした。彼は1806年から1811年にペニキュイック教区学校で最初の教育を受け、その後エジンバラ・ハイスクールを経て、1814年からエジンバラ大学、1817年からジュネーブ大学で学んだ。1818年に卒業後、コーワンはブリタニカ百科事典における製紙業に関する綱目記事を執筆した。1819年5月にはケント州のセントメアリークレイに最新の製紙業を学ぶために派遣され、クレイ川のレイ製紙工場及びホール製紙工場で経験を積んだ。 
1847年6月の総選挙で、コーワンはエジンバラで急進的な自由貿易候補として立候補し、現職のホイッグ党のトーマス・マコーリーを破り当選し、その12月の2回目の選挙で再選された。1852年の選挙では無投票当選で2位に再選されたが、1857年の選挙では落選し、1859年に政治から引退した。1863年に彼はスコットランド王立学会のフェローに選出され、その後、エジンバラ南部のグランジのマウント・グランジ邸宅に在住した 。エジンバラのマレーフィールドのウェスターリー邸で1889年3月29日に死去した。

## その他の業績
- 1838年、ロイヤル・カレドニアン・カーリングクラブを設立。
- 1864年から1865年まで、スコットランド王立芸術協会の会長。
- 1872年9月、岩倉使節団がエジンバラを訪問した際、彼はヴァレーフィールドのコーワン製紙工場を案内し、邸宅で盛大にもてなした。彼の妹のマリー・ウッドは工部省測量師長を勤めるコリン・アレクサンダー・マクヴェインと日本に滞在中であった。